# Teatro Sociale (Bergamo)
Il Teatro Sociale di Bergamo è un teatro sito in Bergamo Alta, in via Bartolomeo Colleoni, via come la Corsarola.
È un teatro all'italiana con platea ovale e 86 palchi distribuiti su tre ordini e sormontati da un loggione.
Disegnato nel 1803 da Leopoldo Pollack, che inserì l'imponente volume nella minuta trama architettonica della via, fu costruito per iniziativa di nobili cittadini. Nell'Ottocento divenne il più importante teatro cittadino. capace di 1300 posti, con 88 palchi distribuiti su tre ordini. Rimase in funzione fino al 1929. Dopo decenni di incuria e abbandono, nel 2009 il teatro è stato ristrutturato e riaperto al pubblico.

## Storia

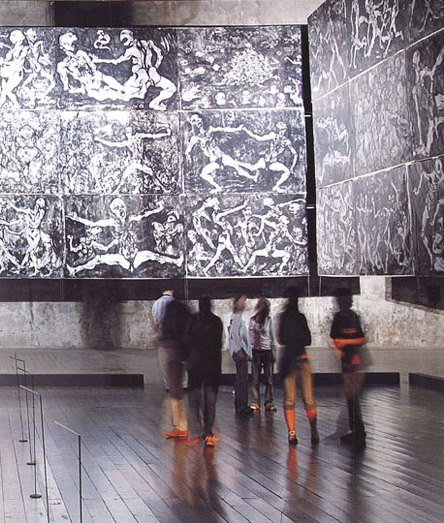
Alcune opere del Maestro Enrico Colombotto Rosso esposte al Teatro Sociale in occasione della mostra del 2005 Angeli e Diavoli.

Iniziato nel 1803 fu inaugurato il 26 dicembre 1808 col nome originario di Teatro della Società, fu costruito su un progetto di Leopoldo Pollack voluto e finanziato da un gruppo di nobili della città. Rimase in piena attività fino agli anni venti del Novecento, aprendo anche a generi nuovi come l'operetta e persino a esibizioni di moderna tecnologia quali il grammofono e il cinematografo. Il teatro aveva decori e pitture opere di Lattanzio Querena e Paolo Vincenzo Bonomini.
Gli ultimi spettacoli risalgono al 1932.
Considerato teatro per tutti i cittadini, fu predisposto un ingresso laterale su vicolo Ghiacciaia, dove anche i meno abbienti potevano con pochi soldi, avere accesso all'interno del teatro. Dovevano questi salire una scale che li accompagnava sopra il quarto piano dell'edificio, nel sottotetto, conosciuto come piccionaia. Si consideri che questi erano forse i critici più severi, erano proprio loro ad acclamare o contestare quanto veniva rappresentato, cosa che accadeva in quasi tutti i più importanti teatri italiani.
Acquisito dal Comune di Bergamo nel 1974, fu sottoposto negli anni successivi ad interventi di manutenzione straordinaria e messa in sicurezza che si conclusero nel 1981.
Negli anni successivi venne destinato principalmente ad esposizioni d'arte, fino all'inizio (2006) dei lavori di restauro finalizzati al pieno recupero del teatro alla sua funzione originaria.
Il Teatro Sociale è tornato in attività nella primavera del 2009. A seguito dei lavori di ristrutturazione del Teatro Gaetano Donizetti, dal 2017 il Sociale è divenuto sede delle rappresentazioni degli spettacoli del Donizetti Opera Festival e della Stagione Lirica. Dopo Olivo e Pasquale del 2016, vi vengono ospitate le edizioni del festival del 2017 (Il borgomastro di Saardam, un dittico composto da Il Pigmalione di Donizetti e Che originali! di Johann Simon Mayr), del 2018 (Enrico di Borgogna, Il castello di Kenilworth) e del 2019 (Pietro il Grande e Lucrezia Borgia). Dopo le chiusure dovute alla pandemia di COVID-19 in Italia, vi vengono rappresentate Medea in Corinto nel 2021, nella versione approntata dallo stesso Mayr proprio per il Teatro Sociale duecento anni prima, la prima rappresentazione in tempi moderni di Chiara e Serafina nel 2022 e l'anno successivo Lucie de Lammermoor, versione francese del noto capolavoro di Donizetti.

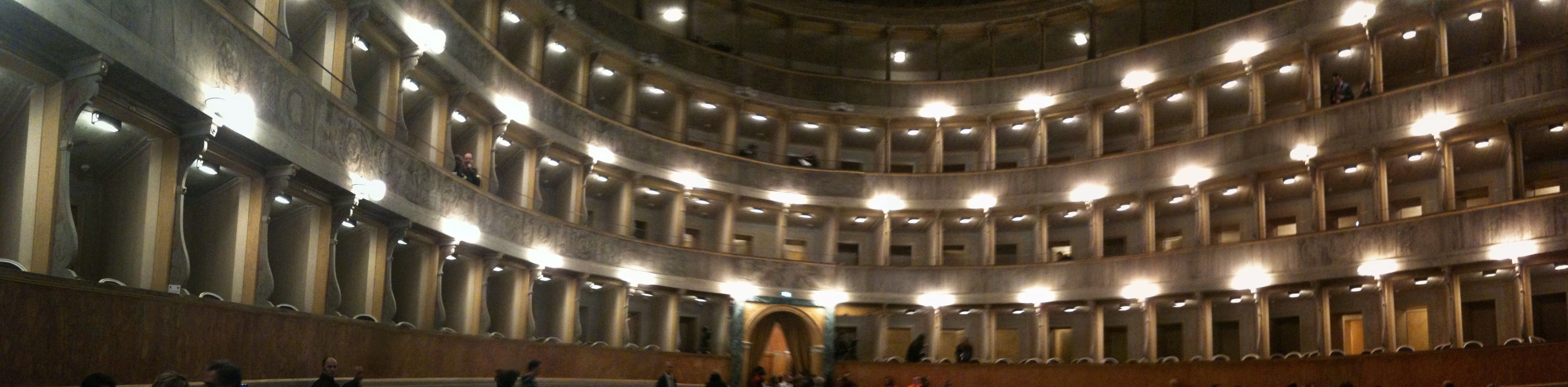
Panoramica dell'interno vista dal palcoscenico, ottobre 2009